# 오딘 (펌웨어 플래시 소프트웨어)

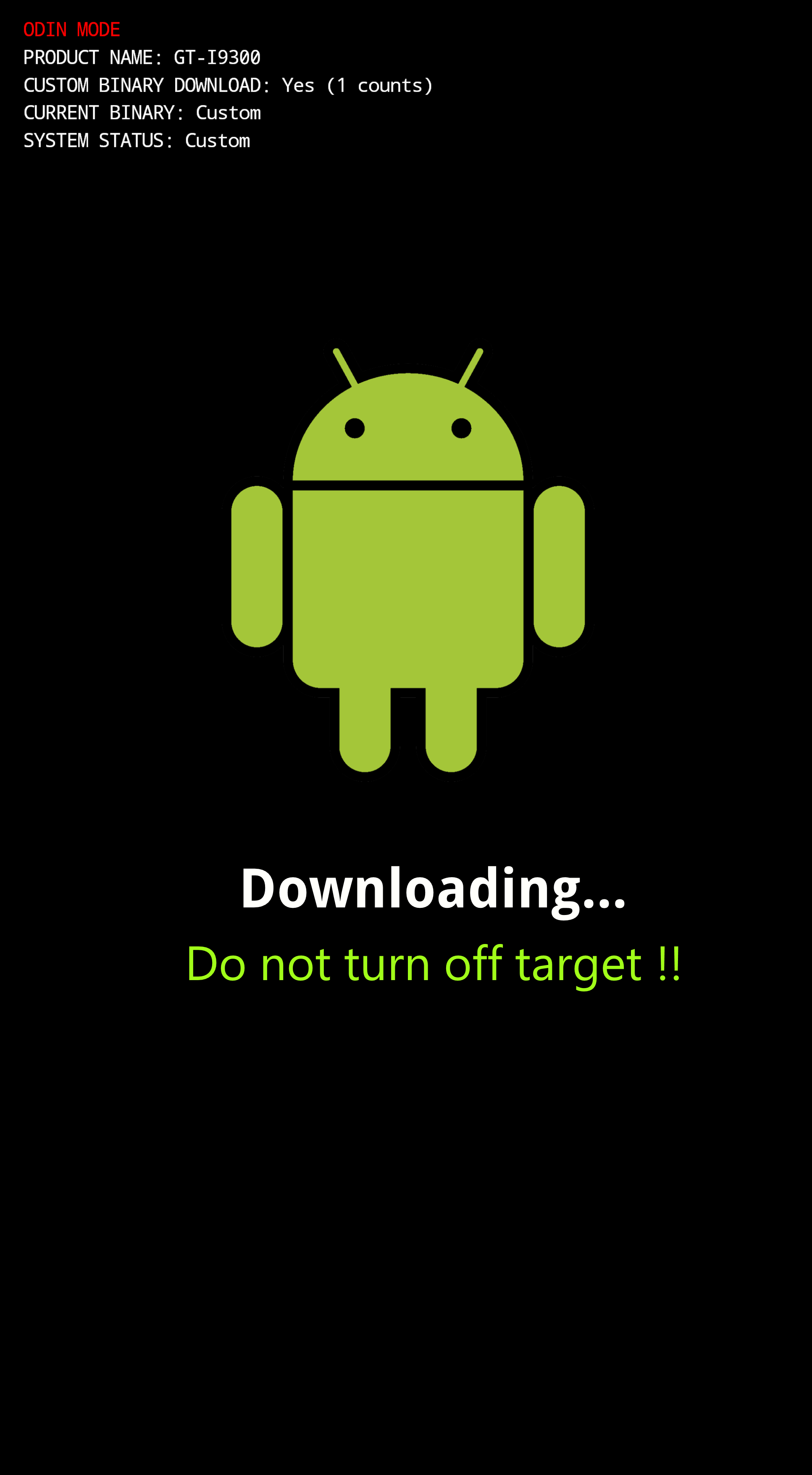
삼성 기기에서의 오딘 모드

오딘(Odin)은 삼성그룹이 삼성 기기와 오딘 모드(Odini mode, 이른바 다운로드 모드)로 통신하기 위해 내부적으로 개발하여 사용하는 유틸리티 소프트웨어 프로그램이다.
스톡 복구 펌웨어 이미지와는 반대로 커스텀 복구 펌웨어 이미지를 삼성의 안드로이드 기기에 플래시하기 위해 사용할 수 있다. 오딘은 특정 안드로이드 기기들의 벽돌 현상을 깨기 위해 사용하기도 한다. 오딘은 패스트부트(Fastboot)의 삼성의 대안 소프트웨어이다.